# Lalinac (Palilula)
Lalinac (em cirílico: Лалинац) é uma vila da Sérvia localizada no município de Palilula, pertencente ao distrito de Nišava, na região de Ponišavlje. A sua população era de 1801 habitantes segundo o censo de 2011.

## Demografia
| 1948 | 1953 | 1961 | 1971 | 1981 | 1991 | 2002 | 2011 |
| ---- | ---- | ---- | ---- | ---- | ---- | ---- | ---- |
| 1722 | 1792 | 1883 | 1851 | 1945 | 1842 | 1828 | 1801 |